# Luceni (okręg Jassy)
Luceni – wieś w Rumunii, w okręgu Jassy, w gminie Victoria. W 2011 roku liczyła 664 mieszkańców.